# Pseudogaurax higginsi
Pseudogaurax higginsi är en tvåvingeart som beskrevs av Curtis W. Sabrosky 1992. Pseudogaurax higginsi ingår i släktet Pseudogaurax och familjen fritflugor. Inga underarter finns listade i Catalogue of Life.